# American Public Health Association

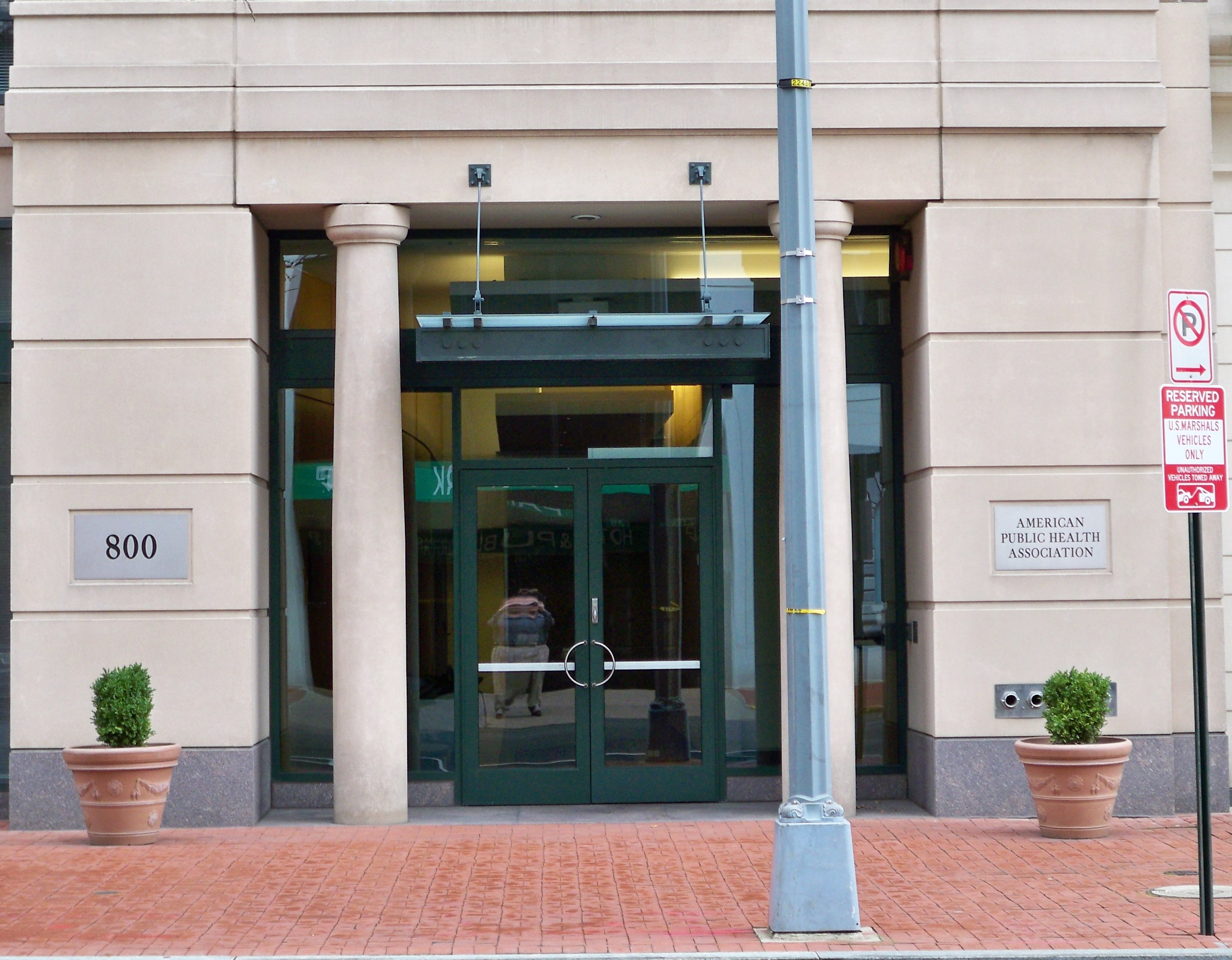
Hauptsitz der APHA in Washington, D.C.

Die American Public Health Association (kurz APHA, dt. Amerikanische Vereinigung für öffentliches Gesundheitswesen) ist eine Berufsvereinigung für Fachleute des öffentlichen Gesundheitswesens in den Vereinigten Staaten mit Sitz in Washington, D.C.

## Geschichte
Eine Gruppe von Ärzten um Stephen Smith und Henry Hartshorne gründete 1872 die American Public Health Association.

## Beschreibung
Die APHA hat mehr als 25.000 Mitglieder weltweit. Die Organisation definiert sich selbst folgendermaßen:

“APHA champions the health of all people and all communities. We Strengthen the public health profession. We speak out for public health issues and policies backed by science. We are the only organization that combines a 150-plus year perspective, a broad-based member community and the ability to influence federal policy to improve the public's health.”

„Die APHA meistert die Gesundheit aller Menschen und aller Gemeinschaften. Wir stärken Berufe im öffentlichen Gesundheitswesen. Wir machen auf Probleme im öffentlichen Gesundheitswesen aufmerksam und setzen uns für eine wissenschaftlich begründete Politik ein. Wir sind die einzige Organisation mit mehr als 150 Jahren Erfahrung, einer breit aufgestellten Mitgliederschaft und der Fähigkeit, die US-amerikanische Politik dazu zu bringen, dass die Gesundheitsversorgung der Menschen verbessert wird.“

Sie definiert ihre Mission:

“Improve the health of the public and achieve equity in health status.”

„Die Gesundheit der Bevölkerung verbessern und Gerechtigkeit im gesundheitlichen Zustand erreichen“

## Mitgliedschaft
In der APHA gibt es fünf verschiedene Arten von Mitgliedern: Reguläre Mitglieder, Pensionierte, Berufseinsteiger, Unternehmen und Berater sowie Studenten. Mitglieder erhalten ein Online-Abonnement des American Journal of Public Health und des The Nation’s Health sowie einen wöchentlichen Newsletter namens Inside Public Health.

## APHA-Auszeichnungen

### Nationale APHA-Auszeichnungen
Die Leistungen führender Persönlichkeiten des öffentlichen Gesundheitswesens werden durch Auszeichnungen gewürdigt. Die APHA vergibt ihre nationalen Auszeichnungen während ihrer jährlichen Tagung. Zu den nationalen APHA-Auszeichnungen gehören:
- Sedgwick Memorial Medal
- APHA Award for Excellence
- David P. Rall Award for Advocacy
- Helen Rodriguez-Trias Award
- Lyndon Haviland Public Health Mentoring Award
- Martha May Eliot Award
- Milton and Ruth Roemer Prize
- Victor Sidel and Barry Levy Award for Peace
- Ayman El-Mohandes Young Professional Public Health Innovation Award

### Auszeichnungen durch Abteilungen der APHA
Die Abteilung Public Health Education and Health Promotion zeichnet Einzelpersonen in sechs Preiskategorien aus. Zu den Auszeichnungen gehören der Distinguished Career Award, der Early Career Award, der Mayhew Derryberry Award für Beiträge von Verhaltenswissenschaftlern zur Gesundheitserziehung, der Mohan Sing Award für Humor in der Gesundheitserziehung, der Sarah Mazelis Award für Vorreiter der Gesundheitserziehung und der Rogers Award für Kommunikation im Bereich des öffentlichen Gesundheitswesens.
Die Statistikabteilung ehrt mit dem Mortimer Spiegelman Award Statistiker unter 40 Jahren für ihren Beitrag zur Statistik des öffentlichen Gesundheitswesens.

### Gesponserte Auszeichnungen
Der Rema Lapouse Award, verliehen von den Abteilungen für Psychische Gesundheit, Epidemiologie und Statistik, wird an herausragende Wissenschaftler im Bereich der psychiatrischen Epidemiologie verliehen.

## Publikationen
Die American Public Health Association veröffentlicht mehr als 70 Bücher über das öffentliche Gesundheitswesen. Einige von diesen sind Fachquellen auf dem Gebiet der Ausführung des öffentlichen Gesundheitswesens. Zu diesen gehören:
- Das Control of Communicable Diseases Manual, eine renommierte Fachquelle zu Infektionskrankheiten
- Die Publikation Standard Methods for the Examination of Water and Wastewater befasst sich mit der Untersuchung von Trink- und Abwasser.
- Landesman’s Public Health Management of Disasters: The Practice Guide.
- Public Health Newswire

Außerdem veröffentlicht die APHA das American Journal of Public Health, eine monatlich erscheinende und von Fachleuten bewertete Zeitschrift, die sich mit dem öffentlichen Gesundheitswesen und der Politik befasst. Die Organisation veröffentlicht auch die monatlich erscheinende Zeitschrift The Nation’s Health, die sich mit Neuigkeiten im Gebiet des öffentlichen Gesundheitsdienstes und Neuerungen bei der APHA befasst.

## Jährliche Tagung
Die jährliche Tagung und Ausstellung der APHA ist die weltweit größte Zusammenkunft der Mitwirkenden im öffentlichen Gesundheitswesen. Zu dem Treffen, das 700 Messestände und über 1000 wissenschaftliche Sitzungen einschließt, erscheinen mehr als 13.000 Teilnehmer. Die Präsentationen behandeln die neuesten Forschungen und Trends in der öffentlichen Gesundheitswissenschaft.

## National Public Health Week
Die National Public Health Week wird jedes Jahr in der ersten komplett im April liegenden Woche von der APHA organisiert. Die Aktivitäten in dieser Woche sollen Themen hervorheben, die für die Verbesserung der öffentlichen Gesundheit wichtig sind.

## Virtuelles Rassismusforum
Am 9. Juni 2020 veranstalteten die APHA und die Gesundheitsabteilung der Stadt Tulsa eine virtuelle Konferenz zu virtuellem Rassismus. Der Verband erklärte, dass mit dem Webinar eine Reihe beginnen soll, in der Vorurteile, ihre historischen und aktuellen Auswirkungen auf die Gesundheit untersucht werden sollen.

## Affordable Care Act
Im Juni 2019 hat die APHA den offiziellen Rechtsstreit der Trump-Regierung mit den Vereinigten Staaten von Amerika entschieden verurteilt. Der Oberste Gerichtshof hatte beschlossen, das Affordable Care Act aufzuheben – ein Schritt, der die Sicherheit und das Wohlergehen von Millionen Amerikanern beeinträchtigt.

## Liste der Preisträger des Mortimer Spiegelman Award
| Jahr | Preisträger            | Anmerkung     |
| ---- | ---------------------- | ------------- |
| 1970 | Edward Perrin          |               |
| 1971 | P. A. Lachenbruch      |               |
| 1972 | Manning Feinleib       |               |
| 1973 | Joseph L. Fleiss       |               |
| 1974 | Gary G. Koch           |               |
| 1975 | Jane Menken            |               |
| 1976 | A. A. Afifi            |               |
| 1977 | David Hoel             |               |
| 1978 | Ross Prentice          |               |
| 1979 | Mitchell H. Gail       |               |
| 1980 | Norman Breslow         |               |
| 1981 | Robert F. Woolson      |               |
| 1982 | Joel Kleinman          |               |
| 1983 | J. Richard Landis      |               |
| 1984 | Stephen Lagakos        |               |
| 1985 | John Crowley           | (Statistiker) |
| 1986 | Anastasios Tsiatis     | [ 11 ]        |
| 1987 | L. J. Wei              |               |
| 1988 | Thomas Fleming         | (Statistiker) |
| 1989 | Colin B. Begg          |               |
| 1990 | Kung-Yee Liang         |               |
| 1991 | Scott L. Zeger         |               |
| 1992 | Ronald S. Brookmeyer   |               |
| 1993 | Martin Abba Tanner     |               |
| 1994 | Louise M. Ryan         |               |
| 1995 | Christopher J. Portier |               |
| 1996 | Jeremy M. G. Taylor    | [ 12 ] [ 13 ] |
| 1997 | Margaret S. Pepe       |               |
| 1998 | Peter Bachhett         | [ 14 ]        |
| 1999 | Danyu Lin              |               |
| 2000 | Bradley P. Carlin      | [ 15 ]        |
| 2001 | Daniel E. Weeks        | [ 16 ] [ 17 ] |
| 2002 | Xihong Lin             |               |
| 2003 | Michael Abbott Newton  |               |
| 2004 | Mark van der Laan      | [ 18 ]        |
| 2005 | Rebecca Betensky       |               |
| 2006 | Francesca Dominici     | [ 19 ] [ 20 ] |
| 2007 | David Dunson           | [ 21 ]        |
| 2008 | Hongyu Zhao            | [ 22 ]        |
| 2009 | Rafael Irizarri        | [ 23 ]        |
| 2010 | Nilanjan Chatterjee    | [ 24 ]        |
| 2011 | Sudipto Banerjee       |               |
| 2012 | Amy Herring            | [ 25 ]        |
| 2013 | Debashis Ghosh         | [ 26 ]        |
| 2014 | Tyler VanderWeele      | [ 27 ]        |
| 2015 | John D. Storey         | [ 28 ]        |
| 2016 | Roger D. Peng          |               |
| 2017 | Limin Peng             |               |
| 2018 | Raphael Gottardo       |               |
| 2019 | Daniela Witten         |               |
| 2020 | Jeffrey T. Leek        |               |